# Wolf-Dieter Steinmetz
Wolf-Dieter Steinmetz (* 1953 in Oldenburg ) ist ein deutscher prähistorischer Archäologe. 
Steinmetz studierte Ur- und Frühgeschichte, Geologie sowie Völkerkunde an den Universitäten Göttingen und Münster. Das Studium schloss er mit dem Magister-Titel ab. Ab 1987 war er am Braunschweigischen Landesmuseum tätig. Er leitete die Abteilung Ur- und Frühgeschichte mit Sitz in der Neuen Kanzlei in Wolfenbüttel, wo er zahlreiche Sonderausstellungen durchführte. Dazu zählt eine Ausstellung  zur jungsteinzeitlichen Mauerkammer von Remlingen in den Jahren 1999 und 2000. 
Wolf-Dieter Steinmetz unternahm mit dem Verein Freunde der Archäologie im Braunschweiger Land e.V. (FABL) ab 1998 Prospektionen und Ausgrabungen auf der Hünenburg bei Watenstedt. Sie wurden als mehrjähriges Projekt durchgeführt und von Archäologen der Universität Göttingen fortgesetzt. Ab 2006 führte er mit dem Verein FABL Grabungen auf der Schwedenschanze Isingerode durch. Ende 2016 trat er in den Ruhestand. Er lebt mit seiner Ehefrau bei Celle.

## Schriften (Auswahl)
- als Redakteur: Das Braunschweiger Land (= Führer zu archäologischen Denkmälern in Deutschland. 34). Theiss, Stuttgart 1997, ISBN 3-806-21308-9.
- Archäologie und Geschichte der karolingisch-ottonischen Burg auf dem Kanstein bei Langelsheim (= Veröffentlichungen des Braunschweigischen Landesmuseums. 105). Braunschweigisches Landesmuseum, Braunschweig 2002, ISBN 3-927939-63-3.